# 2. романијска моторизована бригада
Друга романијска моторизована бригада је била моторизована јединица Војске Републике Српске у саставу Дринског корпуса ВРС. Према прелиминарним процјенама, бригада је у свом саставу имала преко 7.000 бораца.

## Историја
Формирана је 21. маја 1992. у Сокоцу. Била је у саставу Сарајевско-романијског корпуса ВРС. Командно мјесто бригаде било је у селу Кнежина. Бригада је формирана од јединица Територијалне одбране општина Соколац, Хан Пијесак, Источни Стари Град (дијелови Сарајева), те јединица из села Нишићи и Округлица, као и припадника ЈНА, Срба из мањих јединица које су се повукле са подручја Зенице на територију општине Соколац, а одатле у СРЈ. У августу 1992. у састав бригаде ушао је и батаљон који су сачињавали борци са подручја општине Олово под контролом ВРС. Бригада је 1. новембра 1992. ушла у састав Дринског корпуса ВРС и остала до реорганизације ВРС 1996, када је, спајањем са 1. романијском моторизованом бригадом, ушла у састав 7. корпуса ВРС, као 712. моторизована бригада, а 1997. у састав 5. корпуса ВРС као 512. моторизована бригада. Приликом преласка у Дрински корпус, дио јединица 2. романијске моторизоване бригаде ушао је у састав 1. романијске моторизоване бригаде која је била у саставу Сарајевско-романијског корпуса. Бригада је имала команду, приштапске јединице, десет моторизованих батаљона, оклопно-механизовани батаљон, артиљеријски дивизион и позадински батаљон. Крајем 1992. бригада је имала око 7.000 бораца.
Команданти бригаде били су потпуковници Вељко Босанац, Радислав Крстић (крај 1992 - крај 1994), Мирко Тривић (до краја 1995) и Радован Видовић. Након формирања, бригада (у саставу Сарајевско-романијског корпуса) покривала је зону одбране на подручју општина Олово, Хан Пијесак, Соколац, Пале, Источни Стари Град и села Нишићи и Округлица. Зона одбране бригаде била је врло широка. Уласком у Дрински корпус, зона одбране обухватала је подручја Олова и Кладња, од Нишића до Милан планине (Соколина). Јединице бригаде учествовале су и у борбама у зони Дринског корпуса на подручју Рогатице и Вишеграда, на Мајевици у зони одговорности Зворничке бригаде, на подручју Сребренице у зони Братуначке бригаде, на Трескавици у зони Сарајевско-романијског корпуса, у зони 2. крајишког корпуса на подручју Гламоча, Грахова и Дрвара. Бригада је одликована Орденом Немањића (30. мај 1996).
Током рата 1992-1995. погинуло је 186 припадника ове бригаде. Након рата остало је око 300 ратних војних инвалида. Бригада је 4. јуна 1992. претрпјела осјетне губитке. Тада је њена јединица са Пала упала у засједу на подручју Жепе, испод Брлошке планине, приликом доставе хране и воде војницима на радио-релејном чворишту Велики Жеп, иако је са муслиманским снагама у Жепи био постигнут договор о несметаном пролазу. Тог дана погинуло је 58 бораца, због неадекватних мјера борбеног обезбјеђења. Спомен-соба бригаде налази се на Сокоцу, гдје се налази и спомен-обиљежје погинулим борацима бригаде.